# 單昂
單昂（1429年—？），字廷舉，江西吉安府泰和縣人，儒籍，明朝政治人物。進士出身。

## 生平
江西鄉試第一百五十九名。景泰五年（1454年）甲戌科會試第三百四十四名，殿試登進士第二甲第一百一十五名。

## 家族
曾祖單思齊。祖父單信，曾任教諭。父亲單本源。